# Coptopteryx argentina
Coptopteryx argentina es una especie de mantis de la familia Coptopterygidae.

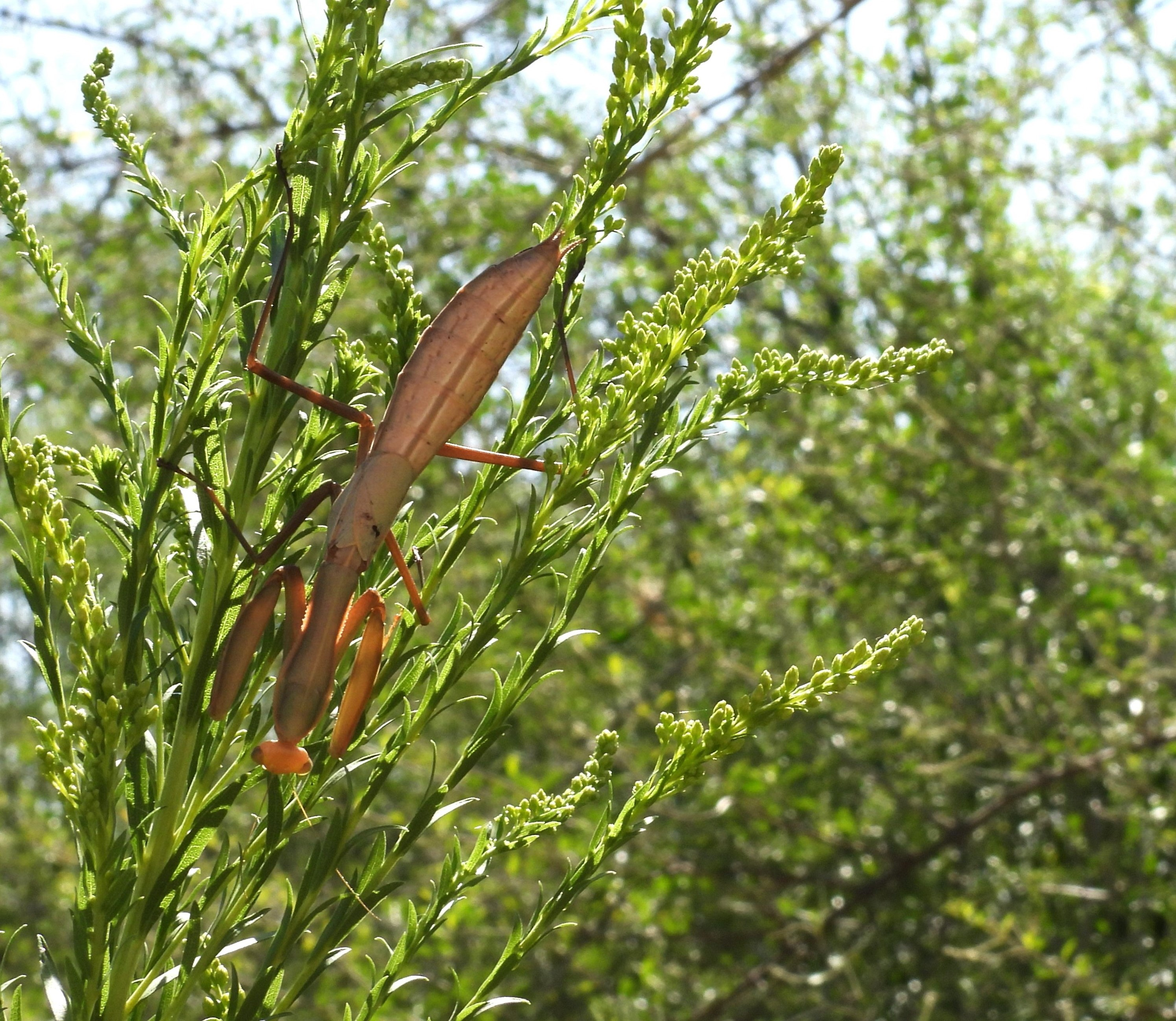
Mantis de Alas Cortas en la Reserva Ecológica de Lago Lugano (Ciudad de Buenos Aires, Argentina). Foto: Diego Gallotti

## Descripción
También se las llama Mantis de alas cortas argentina. Tienen una medida aproximada de 4-7 cm de largo. La característica más notoria es que las hembras tienen alas más cortas que los machos. Suelen ser verdes o de color pardo.

## Distribución geográfica
Se encuentra en Argentina, Brasil, Paraguay, Chile y  Uruguay.